# Pseudohadena
Pseudohadena is een geslacht van vlinders van de familie Uilen (Noctuidae), uit de onderfamilie Hadeninae.

## Soorten
- P. arenacea L. Ronkay, Varga & Fabian, 1995
- P. argyllostigma Varga & L. Ronkay, 1991
- P. armata (Alpheraky, 1887)
- P. arvicola Christoph, 1887
- P. banghaasi Bytinsky-Salz, 1937
- P. coluteae Bienert, 1869
- P. commoda Staudinger, 1889
- P. contumax Püngeler, 1902
- P. crassipuncta Püngeler, 1905
- P. cymatodes (Boursin, 1954)
- P. chenopodiphaga Rambur, 1832
- P. evanida Püngeler, 1914
- P. gnorima Püngeler, 1906
- P. halimi Miller, 1877
- P. idumaea Püngeler, 1901
- P. immunda Eversmann, 1842
- P. immunis Staudinger, 1889
- P. impedita Christoph, 1887
- P. indigna Christoph, 1887
- P. laciniosa Christoph, 1887
- P. mariana Lajonquière, 1964
- P. megaptera Boursin, 1970

- P. minuta Püngeler, 1900
- P. oxybela Boursin, 1963
- P. pexa Staudinger, 1889
- P. presbytis Hampson, 1910
- P. pugnax Alphéraky, 1892
- P. restricta Sukhareva, 1976
- P. rjabovi Boursin, 1970
- P. roseonitens Oberthür, 1887
- P. schlumbergeri Püngeler, 1905
- P. sengana Brandt, 1941
- P. seposita Püngeler, 1914
- P. sergia Püngeler, 1901
- P. siri Erschoff, 1874
- P. stenoptera Boursin, 1970
- P. vulnerea Grote, 1883